# Gagal (département)
Le département de Gagal est un des cinq départements composant la province du Mayo-Kebbi Ouest au Tchad. Son chef-lieu est Gagal.

## Subdivisions
Le département de Gagal compte trois sous-préfectures qui ont le statut de communes :
- Gagal,
- Salamata
- Keuni

## Histoire
Le département de Gagal a été créé par l'ordonnance n° 038/PR/2018 portant création des unités administratives et des collectivités autonomes du 10 août 2018.

## Administration
Préfets de Gagal (depuis 2018)
- nd.